# 도라에몽 기가 좀비의 역습
도라에몽 기가좀비의 역습은 1990년, 에폭사에서 출시한 패밀리 컴퓨터 전용 롤 플레이 게임 소프트이다.